# Jörg-Hannes Hahn

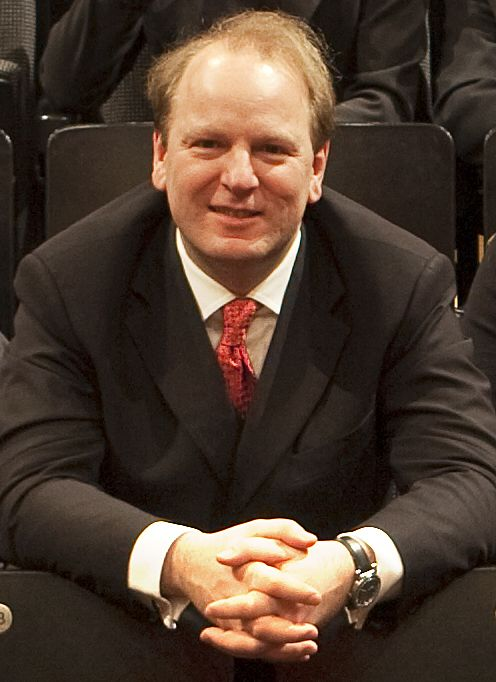
Jörg-Hannes Hahn

Jörg-Hannes Hahn (* 19. Januar 1963 in Frankenthal (Pfalz)) ist deutscher Organist, Kirchenmusiker und Dirigent.

## Leben
Hahn studierte Kirchenmusik, Orgel, Klavier und Dirigieren, u. a. bei Werner Jacob, Ludger Lohmann und Marie-Claire Alain (Paris). 1991 wurde er zum Kantor und Organist an die Lutherkirche Stuttgart – Bad Cannstatt, seit 1996 zusätzlich an die Stadtkirche Stuttgart – Bad Cannstatt und als Bezirkskantor berufen. Als künstlerischer Leiter der Reihe MUSIK AM 13. leitet er Bachchor und Bachorchester Stuttgart sowie den Kammerchor Cantus Stuttgart, mit denen er auch zahlreiche Werke der Neuen Musik aufführte. Seit 1996 unterrichtet er künstlerisches Orgelspiel an der Hochschule für Musik und Darstellende Kunst Stuttgart. 1997 konzertierte er mit dem gesamten Orgelwerk Max Regers, im Bach-Gedenkjahr 2000 führte er dessen Musikalisches Opfer, die Matthäus-Passion, die h-Moll-Messe, Weihnachtsoratorium I-VI und das gesamte Orgelwerk J. S. Bachs auf.
Verpflichtungen als Solist, Gastdozent, Wettbewerbsjuror und als Dirigent führten ihn in die meisten europäischen Länder, nach Israel, Südamerika und nach Japan, Korea und Singapur. Er gab Kurse an Musikhochschulen im In- und Ausland, etwa am Conservatorio di Musica „Giuseppe Verdi“ di Milano, am Moskauer Konservatorium oder der Ewha-Frauen-Universität Seoul. Produktionen für Rundfunk und für CD dokumentieren seine künstlerische Tätigkeit, so erschienen Orgelwerke von Erhard Karkoschka, Aufnahmen mit dem Bachchor und Cantus Stuttgart (Messe op. 4 und „Oratorio de Noel“ von Camille Saint-Saëns) und als Ersteinspielung das Orgelwerk von Carl Philipp Emanuel Bach auf der Marx-Migendt-Orgel in Berlin-Karlshorst, Werke für Trompete und Orgel sowie Werke von C. Farina.
2005 wurde Jörg-Hannes Hahn der Titel „Kirchenmusikdirektor“ verliehen, 2007 wurde er zum Professor an der Staatlichen Hochschule für Musik und Darstellende Kunst Stuttgart und 2008 zum Kirchenkreiskantor für Stuttgart ernannt. Er ist verheiratet und hat eine Tochter und einen Sohn.